# Atletismo nos Jogos Pan-Americanos de 1963 - Lançamento de disco masculino
A prova do lançamento de disco masculino nos Jogos Pan-Americanos de 1963 foi realizada em São Paulo, Brasil.

## Medalhistas
| Ouro                             | Prata                          | Bronze                                    |
| Bob Humphreys USA Estados Unidos | David Davis USA Estados Unidos | Lambertus Rebel AHO Antilhas Neerlandesas |

## Resultados
| Posição           | Nome             | Nacionalidade             | Marca | Notas |
| ----------------- | ---------------- | ------------------------- | ----- | ----- |
| Medalha de ouro   | Bob Humphreys    | USA Estados Unidos        | 57.82 |       |
| Medalha de prata  | David Davis      | USA Estados Unidos        | 51.05 |       |
| Medalha de bronze | Lambertus Rebel  | AHO Antilhas Neerlandesas | 49.78 |       |
| 4                 | Modesto Mederos  | CUB Cuba                  | 48.22 |       |
| 5                 | Héctor Menacho   | PER Peru                  | 47.60 |       |
| 6                 | João Alexandre   | BRA Brasil                | 45.16 |       |
| 7                 | Luis Di Cursi    | ARG Argentina             | 44.02 |       |
| 8                 | Cláudio Romanini | BRA Brasil                | 43.63 |       |